# COMIC Crimson
『COMIC Crimson』（コミック クリムゾン）は、かつて創美社が発行し、集英社が発売していた日本の隔月刊少女漫画雑誌。1998年3月創刊、2003年5月休刊。通算32号が発行された。当初は『オフィスユー』の増刊扱いだったが、2000年11月発売の2001年1月号から独立した。

## 歴史
創刊時より高河ゆん、なるしまゆりの2人を看板に擁してファンタジー系少女漫画誌という方向性を打ち出し、その後さらに『月刊コミックPocke』休刊によるくさなぎ俊祈の移籍、本誌新人賞出身の石動あゆまの台頭と充実してきたかのようにも思われた。しかし売り上げは今ひとつだったらしく、2003年5月発売の7月号（通算32号）をもって休刊となった。休刊の決定から最終号の発売まであまり時間がなかったらしく、ある漫画家が自身のホームページでグチったほか、連載中の多数の作品で最終巻に描き下ろしが追加された（なるしまゆり『プラネット・ラダー』のように、移籍の誘いを断り1冊丸ごと描き下ろしたものもある）。
なお、本誌及び単行本（クリムゾン・コミックス）の発売は集英社が行っていた。

## 主な連載作
- 紅異草紙-幕末京都異聞-（藤馬かおり）※
- 月光クロイツ（羽崎やすみ）※
- 奇跡でGO!（羽崎やすみ）
- コーセルテルの竜術士（石動あゆま）※→『コミックZERO-SUM』（一迅社）にて続編「コーセルテルの竜術士物語」を連載
- 少年進化論plus（くさなぎ俊祈）※→『マーガレット』（集英社）にて続編「少年進化論」を連載
- second stage 嵐のデスティニィ（高城可奈）※→『夢幻館』（朝日ソノラマ）にて続編「嵐のデスティニィ　third stage」を連載
- となりの芝生は（青木光恵）
- ダスクストーリィ-黄昏物語-（TONO）
- Diabolo-悪魔-（楠桂＆大橋薫）
- 戦後月夜（楠桂＆大橋薫）
- 寿戦記-新婚編-（楠桂）
- 天使庁（高河ゆん）※→『コミックZERO-SUM増刊WARD』（一迅社）にて続編を連載
- 万能化学変芸部！（飛高翔）※
- 秘密の花園（高河ゆん）（「アーシアン」の番外編）
- プラネット・ラダー（なるしまゆり）※
- 放浪ノ双生児（内田美奈子）※
- 妖精さんで遊ぼう!（谷澤みき）※（4コマ漫画）
- 恋愛 CROWN（高河ゆん）
- ぶぶりん（樹原ちさと）
- ゆらゆら日和（最凶企画【Y】）※
- 奇喜怪快シアター（御月蒼也）※（4コマ漫画）
- BOWWOW!!（村田佳志峰）※（4コマ漫画）

※は、最終号に掲載されたもの。